# Nemosia
A Nemosia a madarak osztályának verébalakúak (Passeriformes) rendjébe és a tangarafélék (Thraupidae) családjába tartozó nem.

## Rendszerezésük
A nemet Louis Pierre Vieillot francia ornitológus írta le 1816-ban, az alábbi 2 faj tartozik ide:
- csuklyás áltangara (Nemosia pileata)
- vöröstorkú áltangara (Nemosia rourei)